# RHex

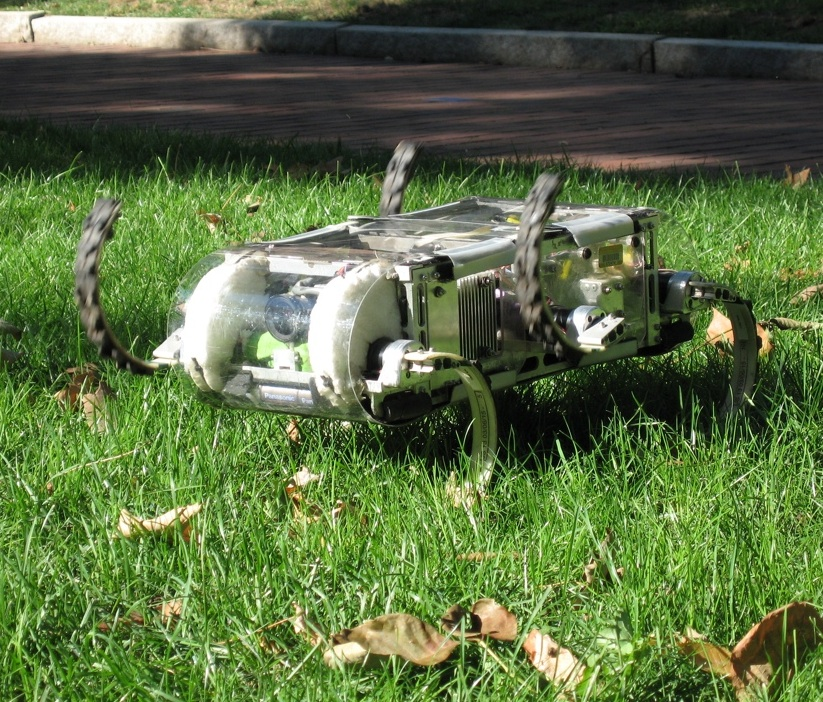
Robot RHex

RHex est un petit robot à six pattes créé par la société américaine Boston Dynamics.

## Description et capacités
Il s'agit d'un robot portable ayant la capacité à se mouvoir sur des terrains difficiles. Il peut en effet se déplacer sur des cailloux, de la boue, du sable, de la végétation, des rails de chemins de fer, des poteaux téléphoniques ainsi que sur des surfaces pentues ou des escaliers. Le corps de RHex est enfermé dans une coque étanche, ce qui le rend complètement opérationnel en milieu humide ou dans un environnement boueux. Il peut également nager en surface ou plonger sous l'eau.
RHex se présente globalement sous la forme d'un parallélépipède d'environ cinquante centimètres de long et de dix centimètres d'épaisseur. Sur ses flancs se trouvent six axes répartis régulièrement (trois de chaque côté) sur lesquels sont implantées six pattes. Chaque patte est une lame recourbée (en demi-cercle) non articulée. Pour la nage sous-marine, les pattes peuvent être remplacées par des lames non recourbées.
RHex peut être contrôlé à distance par un système opérateur jusqu'à une distance de 600 mètres. Des caméras embarquées associées à une liaison video permettent de fournir des vues avant et arrière à l'opérateur. Un compas, un système GPS et une liaison avec la charge transportée peuvent également fournir des données. Une liaison retour permet à l'opérateur d'envoyer des ordres pour diriger le robot et de piloter la charge transportée.